# عشق در لیمبو
عشق در لیمبو (به انگلیسی: Love in Limbo) یک فیلم سینمایی استرالیایی در ژانر کمدی رمانتیک محصول سال ۱۹۹۳ میلادی که توسط دیوید الفیک کارگردانی شده است.  

## بازیگران
- کریگ آدامز به عنوان کن ریدل
- Rhondda Findleton در نقش گوئن ریدل
- مارتین ساکس به عنوان مکس ویسمن
- ادن یونگ در نقش باری مک ژانت
- راسل کرو به عنوان آرتور باسکین
- مایا استنگ به عنوان ایوی ریدل
- سامانتا موری به عنوان میزی
- بیل یانگ به عنوان عمو هربرت
- لیث تیلور به عنوان خانم رادرفورد
- جیل پریمان در نقش خاله دوری
- رابرت ون مکلنبرگ به عنوان سرپرست
- پیتر دو باری به عنوان دانش آموز مدرسه
- فای متاکساس به عنوان خانم لاوننتیس
- ایگور ساس به عنوان موریس هاسکینگ